# Nigerianische Fußballnationalmannschaft der Frauen/Olympische Spiele
Der Artikel beinhaltet eine ausführliche Darstellung der nigerianischen Fußballnationalmannschaft der Frauen bei den Olympischen Sommerspielen. Nigeria nahm 2024 zum vierten Mal am Turnier der Frauen bei den Olympischen Spielen teil und konnte einmal das Viertelfinale erreichen. Zuletzt konnte sich Nigeria aber dreimal nicht qualifizieren, obwohl die Mannschaft zuvor immer die Afrikameisterschaften gewonnen hatte. Erst für 2024 gelang wieder die Qualifikation – erstmals nicht als Afrikameister.

## Die Nationalmannschaft bei den Olympischen Spielen

### Übersicht
| Olympische Spiele in | Teilnahme bis …    | Gegner                            | Ergebnis | Trainer/in    | Bemerkungen und Besonderheiten                                                                       |
| -------------------- | ------------------ | --------------------------------- | -------- | ------------- | --- |
| Atlanta 1996         | nicht qualifiziert |                                   | –        |               | Durch das Vorrundenaus bei der WM 1995 nicht qualifiziert                                            |
| Sydney 2000          | Vorrunde           | VR China, Norwegen, USA           | –        | Mabo Ismaila  | Als Gruppenletzter ausgeschieden                                                                     |
| Athen 2004           | Viertelfinale      | Deutschland                       | –        | Mabo Ismaila  | |
| Peking 2008          | Vorrunde           | Brasilien, Deutschland. Nordkorea | –        | Joseph Ladipo | Als Gruppenletzter ausgeschieden                                                                     |
| London 2012          | nicht qualifiziert |                                   |          |               | In der Qualifikation an Kamerun gescheitert                                                          |
| Rio de Janeiro 2016  | nicht qualifiziert |                                   |          |               | In der Qualifikation an Äquatorialguinea gescheitert, das sich aber auch nicht qualifizieren konnte. |
| Tokio 2020           | nicht qualifiziert |                                   |          |               | In der Qualifikation an der Elfenbeinküste aufgrund der Auswärtstorregel gescheitert.                |
| Paris 2024           | qualifiziert       | Brasilien, Spanien, Japan         |          | Randy Waldrum | Als Gruppenletzte ausgeschieden.                                                                     |

## Die Turniere

### Olympia 1996 in Atlanta
Für das erste olympische Fußballturnier der Frauen waren neben Gastgeber USA nur die weiteren sieben besten Mannschaften der WM 1995 bzw. Brasilien für die nicht startberechtigten Engländerinnen qualifiziert. Da Nigeria bereits in der Vorrunde ausschied und dabei auch gegen den späteren Weltmeister Norwegen mit 0:8 die höchste Länderspielniederlage kassiert hatte, war die Mannschaft nicht für die Olympischen Spiele qualifiziert.

### Olympia 2000 in Sydney
Für das zweite olympische Turnier konnten sich die Nigerianerinnen durch das Erreichen des Viertelfinales bei der WM 1999 qualifizieren. Dabei waren sie dann sogar erst im Elfmeterschießen an Brasilien gescheitert. In ihrem ersten olympischen Spiel verloren sie gegen die Volksrepublik China mit 1:3. Gegen den späteren Olympiasieger Norwegen folgte ein weiteres 1:3. Damit waren sie bereits vor dem letzten Spiel ausgeschieden, das sie dann auch mit 1:3 gegen Weltmeister und Titelverteidiger USA verloren. Immerhin fiel die Niederlage nicht mehr so hoch wie zuvor aus, denn bei der WM hatten sie gegen die USA noch mit 1:7 verloren.

### Olympia 2004 in Athen
Für das dritte olympische Frauenfußballturnier wurden den Kontinentalverbänden Startplätze zugeteilt, die diese in speziellen Qualifikationen verteilten. Nigeria qualifizierte sich in einer über vier Runden laufenden Qualifikation, die jeweils mit Hin- und Rückspielen im Pokalmodus ausgetragen wurde. Dabei hatten sie in der ersten Runde ein Freilos und profitierten in der zweiten Runde vom Rückzug Kenias. In der dritten Runde spielten sie zweimal 1:1 gegen Ghana, so dass es nach dem zweiten Spiel ein Elfmeterschießen gab. Dieses gewannen sie mit 3:2. Im Finale spielten sie zunächst in Südafrika und erreichten ein 2:2. Durch ein 1:0 im Rückspiel qualifizierten sie sich für die Olympischen Spiele.
In einer von zwei Dreiergruppen gewannen sie ihr Auftaktspiel gegen Nigeria mit 1:0 und damit erstmals ein Spiel bei den Olympischen Spielen. Im zweiten Spiel verloren sie dann aber gegen Vizeweltmeister Schweden mit 1:2, das seinerseits anschließend mit 0:1 gegen Japan verloren hatte. Damit hatten die drei Mannschaften jeweils drei Punkte, Schweden und Nigeria aber 2:2 Tore und Japan 1:1 Tore. Da Nigeria gegen Schweden verloren hatte, wurden sie Gruppenzweiter. Alle drei erreichten aber das erstmals ausgetragene Viertelfinale. Hier traf Nigeria auf Weltmeister Deutschland und verlor mit 1:2 – auch diese Niederlage fiel geringer als in den vorherigen Spielen aus und Deutschland konnte die nigerianische Führung aus der 49. Minute erst in der 76 Minute durch Steffi Jones ausgleichen. Fünf Minuten später gelang dann der zur Halbzeit eingewechselten Conny Pohlers der Siegtreffer.

### Olympia 2008 in Peking
Für das Turnier in Peking mussten sich die Nigerianerinnen diesmal in einer über drei Runden laufenden Qualifikation qualifizieren. Dabei profitierten sie in der ersten Runde davon, dass der Senegal seine Mannschaft zurückzog. In der zweiten Runde verloren sie zunächst in Algerien mit 0:1, konnten das Rückspiel aber mit 6:0 gewinnen. Die dritte Runde sollte zwischen vier Mannschaften im Jede-gegen-Jede-Modus mit Hin- und Rückspielen ausgetragen werden. Da Äthiopien aber nach dem ersten Spiel gegen Ghana zurückzog, verblieb neben Ghana nur noch Südafrika als Gegner. Nigeria gewann zum Auftakt mit 5:0 gegen Südafrika, verlor dann mit 0:1 in Ghana, gewann mit 1:0 in Südafrika und letztlich mit 2:0 das Heimspiel gegen Ghana. Damit hatten beide 9 Punkte, Nigeria aber sowohl die bessere Tordifferenz als auch den direkten Vergleich gewonnen und war damit für Olympia qualifiziert. Ghana hatte noch die Chance sich in einem interkontinentalen Vergleich gegen Brasilien zu qualifizieren, konnte diese Chance aber nicht nutzen.
Zum Turnier-Auftakt in der Volksrepublik China verloren sie gegen Nordkorea mit 0:1. Anschließend verloren sie mit 0:1 gegen Weltmeister Deutschland – das Tor erzielte Verteidigerin Kerstin Stegemann in der 64. Minute. Mit 1:3 verloren sie dann auch gegen Vizeweltmeister Brasilien. Dabei hatte Perpetua Nkwocha die Afrikanerinnen in der 19. Minute durch einen verwandelten Elfmeter in Führung gebracht. Durch einen „lupenreinen Hattrick“ konnte Cristiane aber noch vor der Pause – wofür die aber die Nachspielzeit benötigte – das Spiel drehen. Nigeria schied damit als Gruppenletzter aus.

### Olympia 2012 in London
Die Teilnahme am Turnier in London verpassten die Nigerianerinnen bei einem wieder über vier Runden laufenden Qualifikationsturnier. Dabei hatten sie in der ersten Runde ein Freilos und profitierten in der zweiten Runde vom Rückzug des Kongos. In der dritten Runde setzten sie sich mit 7:0 und 2:0 gegen Namibia durch. In der finalen Runde trafen sie auf Kamerun und nachdem beide ihre Heimspiele mit 2:1 gewonnen hatten, kam es zum Elfmeterschießen, das Nigeria mit 3:4 verlor. Die Frauen aus Kamerun hatten sich damit erstmals für ein interkontinentales Turnier qualifiziert.

### Olympia 2016 in Rio de Janeiro
Für das Turnier in Rio de Janeiro konnte sich Nigeria ebenfalls nicht qualifizieren. Bei einem wieder über vier Runden laufenden Turnier hatten sie erneut ein Freilos in der ersten Runde und profitierten in der zweiten Runde vom Rückzug Malis. In der dritten Runde erreichten sie im Heimspiel gegen Äquatorialguinea nur ein 1:1. Im Rückspiel stand es nach 90 Minuten ebenfalls 1:1, in der Verlängerung konnte Äquatorialguinea dann aber das entscheidende Tor erzielen. Äquatorialguinea scheiterte dann aber in der finalen Runde an Südafrika.

### Olympia 2020 in Tokio
Auch für das Turnier in Tokio konnte sich Nigeria ebenfalls nicht qualifizieren. Bei einem über fünf Runden laufenden Turnier hatten sie in der ersten Runde ein Freilos. In der zweiten Runde trafen sie auf Algerien. Nach einem 2:0-Auswärtssieg wurde das Rückspiel mit 1:0 gewonnen. In der dritten Runde erreichten sie im Auswärtsspiel gegen die Elfenbeinküste ein torloses Remis und kamen im Heimspiel nur zu einem 1:1, sodass Nigeria aufgrund der Auswärtstorregel ausschied.

### Olympia 2024 in Paris
In der Qualifikation für einen der beiden afrikanischen Plätze musste Nigeria erst in der zweiten Runde antreten und konnte nach einem 1:1 in Äthiopien das Rückspiel mit 4:0 gewinnen. In der dritten Runde gegen Kamerun reichte auswärts ein torloses Remis und ein 1:0-Heimsieg. In der finalen vierten Runde gegen Afrikameister Südafrika wurde daheim ein 1:0 vorgelegt und das in Südafrika mit einem wieder torlosen Remis verteidigt. Gegner beim Turnier in Frankreich waren Südamerikarekordmeister Brasilien, Japan und Weltmeister Spanien. Die Nigerianerinnen verloren die drei Gruppenspiele und schieden als Gruppenletzte aus.

## Statistiken

### Bilanz gegen die Olympiasieger bei Olympischen Spielen
- Deutschland: 2 Spiele – 2 Niederlagen 1:3 Tore
- USA: 1 Spiel – 1 Niederlage – 1:3 Tore
- Norwegen: 1 Spiel – 1 Niederlage – 1:3 Tore
- Kanada: 0 Spiele

## Spiele
Nigeria bestritt bisher zwölf Spiele bei den Olympischen Spielen. Davon wurden eins gewonnen und elf verloren. Kein Spiel ging in die Verlängerung.
Die Nigerianerinnen spielten nie gegen den Gastgeber, einmal gegen den späteren Olympiasieger (2000 in der Vorrunde) und einmal gegen den Titelverteidiger. Die Nigerianerinnen spielten am häufigsten gegen Brasilien, Deutschland und Japan (je 2-mal). Zwei Spiele waren das erste gegen den Gegner.
Nigeria spielte bisher gegen Mannschaften aller anderen Konföderationen außer Ozeanien und auch gegen deren Meister (6-mal), am häufigsten gegen den Asien- und Europameister (je 2-mal). Nigeria traf jedes Mal auf den amtierenden Weltmeister.
Die meisten Spiele bestritten Stella Mbachu und Perpetua Nkwocha, die in den ersten neun Spielen zum Einsatz kamen. Die meisten Tore erzielte Mercy Akide, die vier Tore bei zwei Teilnahmen erzielte.
| Nr. | Datum      | Ergebnis | Gegner                   | A/H/* | Austragungsort    | Anlass        | Bemerkung                  |
| --- | ---------- | -------- | ------------------------ | ----- | ----------------- | ------------- | -------------------------- |
| 1   | 14.09.2000 | 1:3      | Volksrepublik China      | *     | Canberra (AUS)    | Vorrunde      |                            |
| 2   | 17.09.2000 | 1:3      | Norwegen                 | *     | Canberra (AUS)    | Vorrunde      |                            |
| 3   | 20.09.2000 | 1:3      | Vereinigte Staaten* (TV) | *     | Melbourne (AUS)   | Vorrunde      |                            |
| 4   | 14.08.2004 | 1:0      | Japan                    | *     | Piräus (GRC)      | Vorrunde      | Erstes Spiel gegen Japan   |
| 5   | 17.08.2004 | 1:2      | Schweden                 | *     | Volos (GRC)       | Vorrunde      |                            |
| 6   | 20.08.2004 | 1:2      | Deutschland*             | *     | Patras (GRC)      | Viertelfinale |                            |
| 7   | 06.08.2008 | 0:1      | Nordkorea                | *     | Shenyang (CHN)    | Vorrunde      |                            |
| 8   | 09.08.2008 | 0:1      | Deutschland*             | *     | Qinhuangdao (CHN) | Vorrunde      |                            |
| 9   | 12.08.2008 | 1:3      | Brasilien                | *     | Peking (CHN)      | Vorrunde      |                            |
| 10  | 25.07.2024 | 0:1      | Brasilien                | *     | Bordeaux (FRA)    | Vorrunde      |                            |
| 11  | 28.07.2024 | 0:1      | Spanien*                 | *     | Nantes (FRA)      | Vorrunde      | Erstes Spiel gegen Spanien |
| 12  | 31.07.2024 | 1:3      | Japan                    | *     | Nantes (FRA)      | Vorrunde      |                            |

Anmerkung: Fett gesetzte Mannschaften waren zum Zeitpunkt des Spiels Kontinentalmeister, mit "*" markierte Mannschaften waren Weltmeister.

## Rekorde
- Ältester Trainer: Joseph Ladipo mit 67 Jahren und einem Monat am 12. August 2008 beim Spiel gegen Brasilien
- Die meisten verwandelten Elfmeter: Perpetua Nkwocha (2)

Der einzige Sieg der nigerianischen Mannschaft bei Olympischen Spielen ist auch ihr höchster Sieg gegen diese Mannschaft:
- Japan 1:0 Vorrunde 2004

Ihre höchste Niederlage gegen diese Mannschaft kassierte sie bei Olympischen Spielen:
- Brasilien 1:3 Vorrunde 2008

### Negativrekorde
- Bis 2016 schlechteste Tordifferenz: −11 (ebenso Griechenland), nun Neuseeland mit −22
- Die meisten Niederlagen in Folge: 7